# Гаша, Ян
Ян Га́ша, немецкий вариант — Йоганн Га́ше (в.-луж. Jan Haša; нем. Johann Hasche, 4 мая 1842 года, деревня Зайдов, Лужица, Королевство Саксония — 19 мая 1863 года, там же) — серболужицкий писатель, поэт и переводчик.
Родился в 1842 году в крестьянской семье в серболужицкой деревне Зайдов (сегодня входит в состав Будишина). После окончания народной школы в деревне Вульки-Вельков с 1851 года обучался в настоятельской школе в Будишине. В 1857 году получил диплом среднего образования и отправился на учёбу в Лужицкую семинарию в Прагу. Изучал светские науки в немецкоязычной Малостранской гимназии.
Будучи студентом в Праге, был одним из основателей серболужицкой студенческой организации «Сербовка». Опубликовал несколько своих произведений в журналах «Kwětki», «Serb» и «Łužičan».
Перевёл несколько произведений на верхнелужицкий язык. Наиболее известным его произведением является повесть «Buškej» (1862), в которой приводятся исторические сведения одного из сражений около деревни Малы-Вельков во время наполеоновских войн.
Скончался в возрасте 21 года от болезни лёгких в родной деревне.
Сочинения
- Hajduk Mijat a chorhojnik Komnen, Łužičan 3 (1862), str. 89-92.
- Buškej/ Marja abo Wjelk w kralowskej holi, Budyšin 1964, str. 125—140.